# Illeta de San Juan
La Illeta de San Juan (castellà: Isleta de San Juan), és una illa de 7,8 km² adjunta de la costa de l'illa principal de Puerto Rico, connectada per ponts i una calçada. És el lloc on es troba el barri del Vell San Juan, el qual es divideix en set sectors coneguts com a "subbarris" de l'antic municipi de San Juan. Aquests són el Vell San Juan, el quadrant històric de la capital del territori, San Juan amb 6 dels barris. És a més el lloc on es troba l'antic barri de Puerta de Tierra (1.55 km²), el primer barri d'extramurs de San Juan, aquí se situen nombrosos comerços i edificis simbòlics, així com el Capitoli del govern de Puerto Rico.
A la illeta hi ha diverses fortaleses com l'emblemàtic Castell San Felipe del Morro, el Castell San Cristóbal, i El Palau de Santa Catalina, també conegut com La Fortalesa, que actuaven com a defenses primàries de l'assentament, que va ser objecte de nombrosos atacs. La Fortalesa segueix servint també com la mansió executiva per al Governador de Puerto Rico.